# Don Juan (film 1926)
Don Juan (lub: Wieża miłości) – pierwszy film zrealizowany przez braci Warner w technice dźwiękowej Vitaphone, jego reżyserem był Alan Crosland. Datę premiery (6 sierpnia 1926) uznaje się za datę inaugurującą przełom dźwiękowy w kinie.
W kwietniu 1926  bracia Warner wykupili od firmy Western Electric patent dźwiękowy Vitaphone, oparty na nagrywaniu dźwięku na płyty gramofonowe. Mieli nadzieję, że dźwięk w filmie pozwoli na zastąpienie akompaniatorów muzycznych, towarzyszących ówcześnie projekcji, zapewni też prowincjonalnej publiczności możliwość cieszenia się nagraniami wybitnych muzyków podczas pokazu.

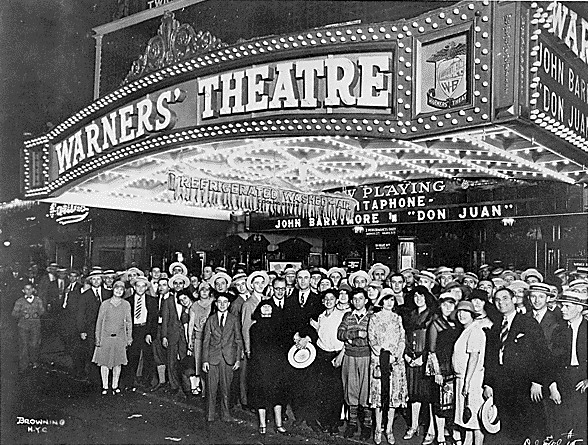
Kolejka przed Warner's Theatre w dniu premiery filmu

Niebawem rozpoczęto w Nowym Jorku tworzenie filmu dźwiękowego. W sali Manhattan Opera zarejestrowano liczące 325 słów przemówienie Willa Haysa, prezesa Motion Pictures Producers and Distributors Association, inaugurujące erę filmu dźwiękowego. Film nie zawierał żadnych dialogów, jedynie ścieżkę muzyczną. Na jej synchronizację z obrazem wydano 110 000 dolarów. Skomponowaną przez Henry'ego Hadleya muzykę wykonała orkiestra Filharmonii Nowojorskiej.
Film okazał się olbrzymim sukcesem – publiczność odebrała go bardzo entuzjastycznie, bilety na kolejne seanse szybko wyprzedano.

## Obsada
- John Barrymore jako Don Jose de Marana/Don Juan
- Jane Winton jako Donna Isobel
- John Roche jako Leandro
- Mary Astor jako Adriana della Varnese
- Nigel de Brulier jako Marchese Rinaldo
- Warner Oland jako Cezar Borgia
- Myrna Loy jako Mai, dama dworu
- Estelle Taylor jako Lukrecja Borgia
- Montagu Love jako hrabia Giano Donati
- Josef Swickard jako książę Della Varnese
- Willard Louis jako Pedrillo
- Hedda Hopper jako Marchesia Rinaldo
- Lionel Braham jako książę Margoni (niewymieniony w czołówce)
- Helene Costello jako Rena, pokojówka Adriany (niewymieniona w czołówce)
- Helena D'Algy jako Donna Elvira (niewymieniona w czołówce)
- Yvonne Day jako Don Juan w wieku 5 lat (niewymieniony w czołówce)
- Philippe De Lacy jako Don Juan w wieku 10 lat (niewymieniony w czołówce)
- Emily Fitzroy jako wdowa (niewymieniona w czołówce)
- John George jako dzwonnik (niewymieniony w czołówce)
- Gibson Gowland jako dżentelmen z Rzymu (niewymieniony w czołówce)
- Phyllis Haver jako Imperia (niewymieniona w czołówce)
- Sheldon Lewis jako dżentelmen z Rzymu (niewymieniony w czołówce)
- June Marlowe jako Trusia (niewymieniona w czołówce)
- Dick Sutherland jako dżentelmen z Rzymu (niewymieniony w czołówce)
- Gustav von Seyffertitz jako alchemik Neri (niewymieniony w czołówce)
- Helen Lee Worthing jako Eleanora (niewymieniona w czołówce)